# Победа (Великонемковский сельсовет)
Победа (бел. Перамога; до 1937 года — Шелуховка) — деревня в Великонемковском сельсовете Ветковского района Гомельской области Белоруссии.
На юге торфяной заказник.

## География

### Расположение
В 44 км на северо-восток от Ветки, 66 км от Гомеля.

### Гидрография
На востоке пойма реки Беседь (приток реки Сож).

## Транспортная сеть
Автодорога связывает деревню с аг. Светиловичи. Планировка состоит из двух прямолинейных улиц, ориентированных с юго-востока на северо-запад, к их южной части перпендикулярно присоединяются с запада 2 параллельные между собой улицы. Застройка двусторонняя, преимущественно деревянная, усадебного типа.

## История
По письменным источникам известна с XVIII века как селение в Речицком повете Минского воеводства Великого княжества Литовского. После 1-го раздела Речи Посполитой (1772 год) в составе Российской империи. В 1785 году в аренде у К. Вишинского. По ревизии 1816 года в Рогачёвском уезде Могилёвской губернии. Имелась паромная переправа. В 1850 году собственность казны. В 1886 году 4 ветряные мельницы, постоялый двор. Работал хлебозапасный магазин. Согласно переписи 1897 года в Покотской волости Гомельского уезда Могилёвской губернии; располагались: 2 деревни; школа грамоты, хлебозапасный магазин, 3 ветряные мельницы, трактир. В 1909 году 1712 десятин земли, школа, мельница.
В 1926 году работали почтовый пункт, 4-летняя школа. С 8 декабря 1926 года по 30 декабря 1927 года центр Шелуховского сельсовета Светиловичского, с 4 августа 1927 года Ветковского районов Гомельского округа. В 1929 году организован колхоз. Во время Великой Отечественной войны 95 жителей погибли на фронте. В 1959 году в составе совхоза «Немки» (центр — деревня Великие Немки). Есть фельдшерско-акушерский пункт.

## Население

### Численность
- 2004 год — 80 хозяйств, 137 жителей.

### Динамика
- 1816 год — 70 дворов.
- 1850 год — 88 дворов, 614 жителей.
- 1886 год — 123 двора, 655 жителей.
- 1897 год — в одной деревне 162 двора, 985 жителей; во второй 25 дворов, 184 жителя (согласно переписи).
- 1909 год — 1146 жителей.
- 1926 год — 195 дворов.
- 1940 год — 220 дворов.
- 1959 год — 941 житель (согласно переписи).
- 2004 год — 80 хозяйств, 137 жителей.